# Donald E. Stewart
Donald E. Stewart (Detroit, 24 de janeiro de 1930 - Los Angeles, 28 de abril de 1999) foi um jornalista e roteirista estadunidense. Ele ganhou o Oscar de melhor roteiro adaptado pelo filme Desaparecido: Um Grande Mistério (1982).